# Parroquia de San Francisco de Asís (Las Palmas de Gran Canaria)
La parroquia de san Francisco de Asís y santuario mariano de Nuestra Señora de la Soledad se ubica en la alameda de Colón de la ciudad de Las Palmas de Gran Canaria (Canarias). En este templo se venera la imagen de Nuestra Señora de la Soledad de la Portería que goza de gran veneración entre los habitantes de la ciudad de Las Palmas, su Archicofradía tiene en este templo su sede canónica desde 1988, aunque sus orígenes se remontan a 1636. Este templo fue declarado Bien de Interés Cultural el 20 de diciembre de 1985.

## Historia del templo
La actual parroquia fundada en 1821, ocupa la iglesia del antiguo convento de san Francisco, uno de los primeros que se fundaron en la ciudad, construida en 1518 por el sevillano Pedro Llerena, aunque el templo primitivo sucumbió bajo las llamas del ataque a la ciudad del holandés Van der Does. De las huertas de este convento salieron las semillas de productos cuyo cultivo se extendió luego por todo el nuevo mundo.
De la edificación actual  destaca la portada de piedra, estilo barroco, y en su interior las tres naves levantadas al estilo usual de las iglesias del archipiélago, en cuya construcción intervinieron también Juan Lucero, en 1635 y Juan Báez Marichal en 1652. Junto al artesonado de su techo de estilo mudéjar destaca la decoración del templo obra del artista grancanario José Arencibia Gil, realizado en el conjunto de trabajos proyectados entre 1954 y 1961, para mejorar la decoración del templo. También cabe mencionar su curiosa espadaña en piedra separada del edificio con la iglesia.

## Capillas y altares

### Nave central
Capilla Mayor
El mural que cubre el fondo de la capilla mayor es obra de José Arencibia Gil y data de 1961. La imagen del Santísimo Cristo de los Favores, que preside el altar es una talla del siglo XVII de autor anónimo.
El ostentorio, de madera sobradorada delicadamente tallada, pertenece al siglo XVIII, también es del mismo siglo el ambón desde donde se proclama el santo evangelio. La imagen de san Francisco de Asís titular de la parroquia, es obra del escultor José de Arce quién la realizó en el siglo XVII, pertenece a la época conventual, actualmente se encuentra expuesta al culto sobre una columna monumental.
San Pedro de Alcantara
Imagen tallada por José Luján Pérez en 1802, siendo sufragada por el acaudalado clérigo Pedro Villers.
San Diego de Alcalá
Imagen anónima del siglo XVIII que pertenece a la época conventual.
Púlpito
Obra ejecutada en el siglo XVIII. La imagen de la Fe que corona el tornavoz es del siglo XVII. Desde esta cátedra predicó a la feligresía, en varias ocasiones, San Antonio María Claret, compatrono de la diócesis de Canarias. El mural que se encuentra en la parte alta del arco es obra de José Arencibia Gil y representa distintas escenas de la vida de san Francisco de Asís.
San Francisco Javier
Lienzo anónimo del siglo XVIII que representa al santo evangelizador del Japón.
Altar del Santísimo Cristo de la Agonía en el Huerto
La Venerable Orden Tercera hizo el encargo al escultor grancanario José Luján Pérez de esta bella imagen, estrenada procesionalmente en 1801. La hornacina de cantería, dorada y policromada, es del siglo XVII.
Parentela de Jesús

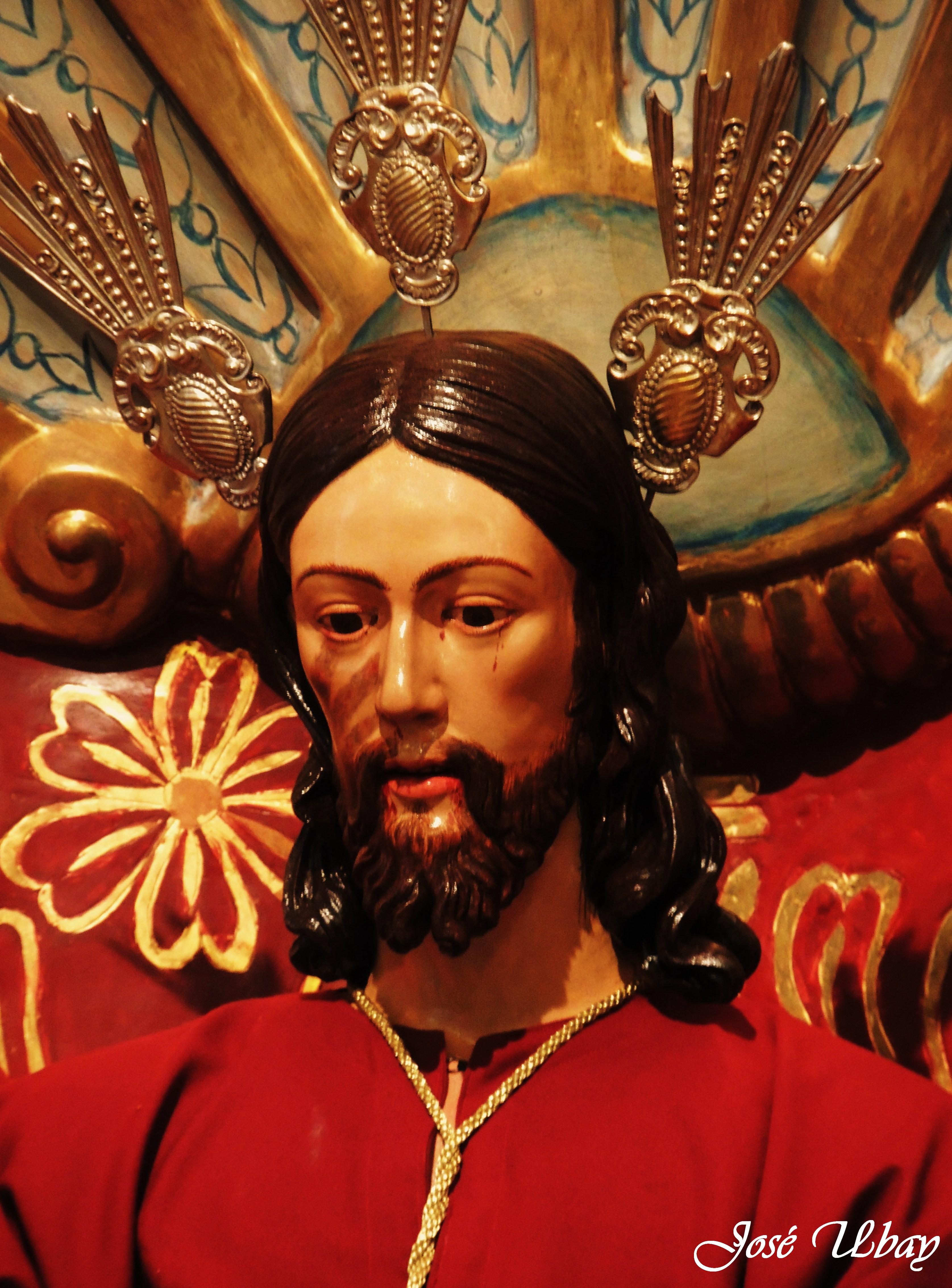
Santísimo Cristo de la Humildad y Paciencia.

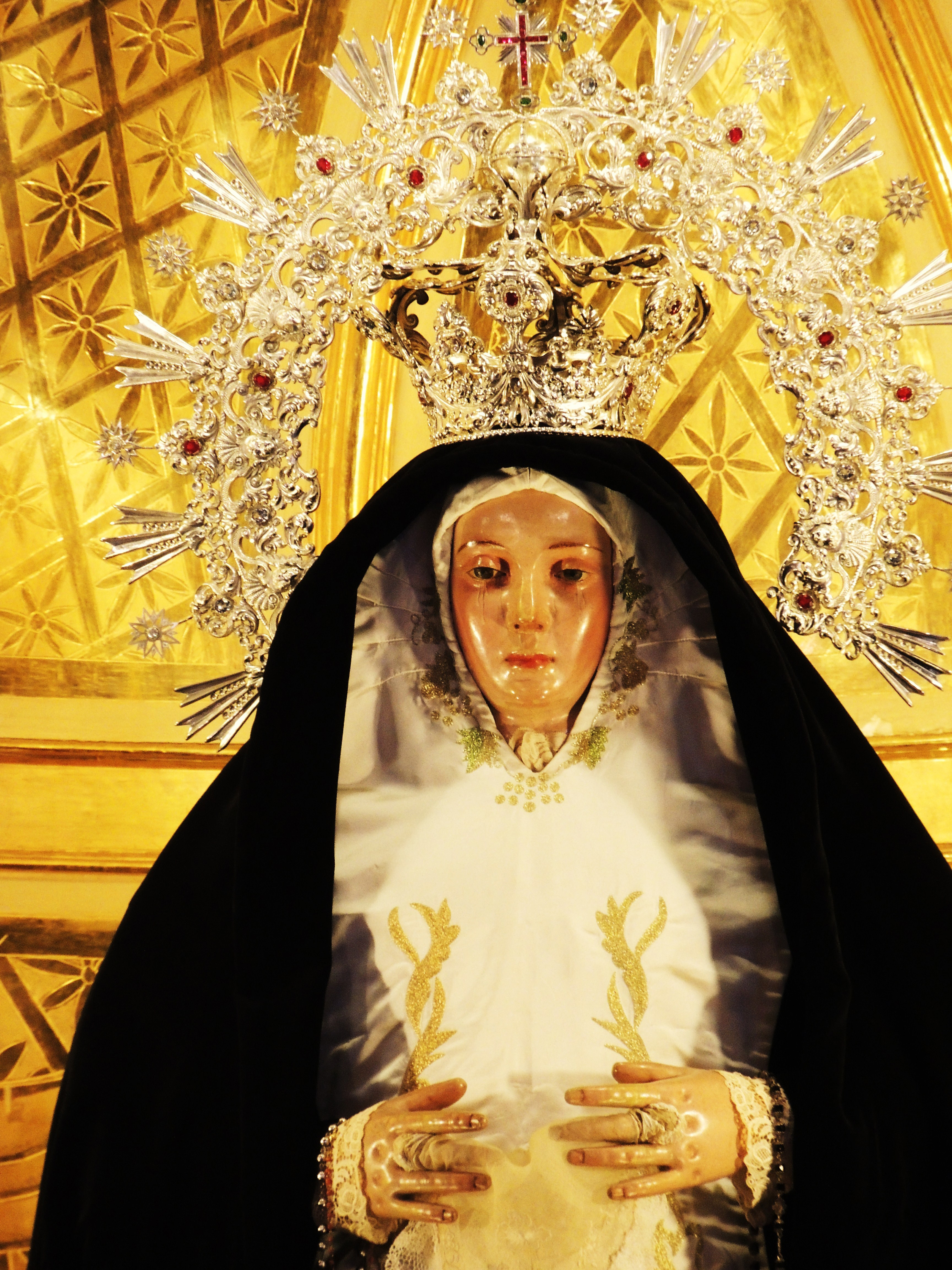
Nuestra Señora de la Soledad de la Portería Coronada.

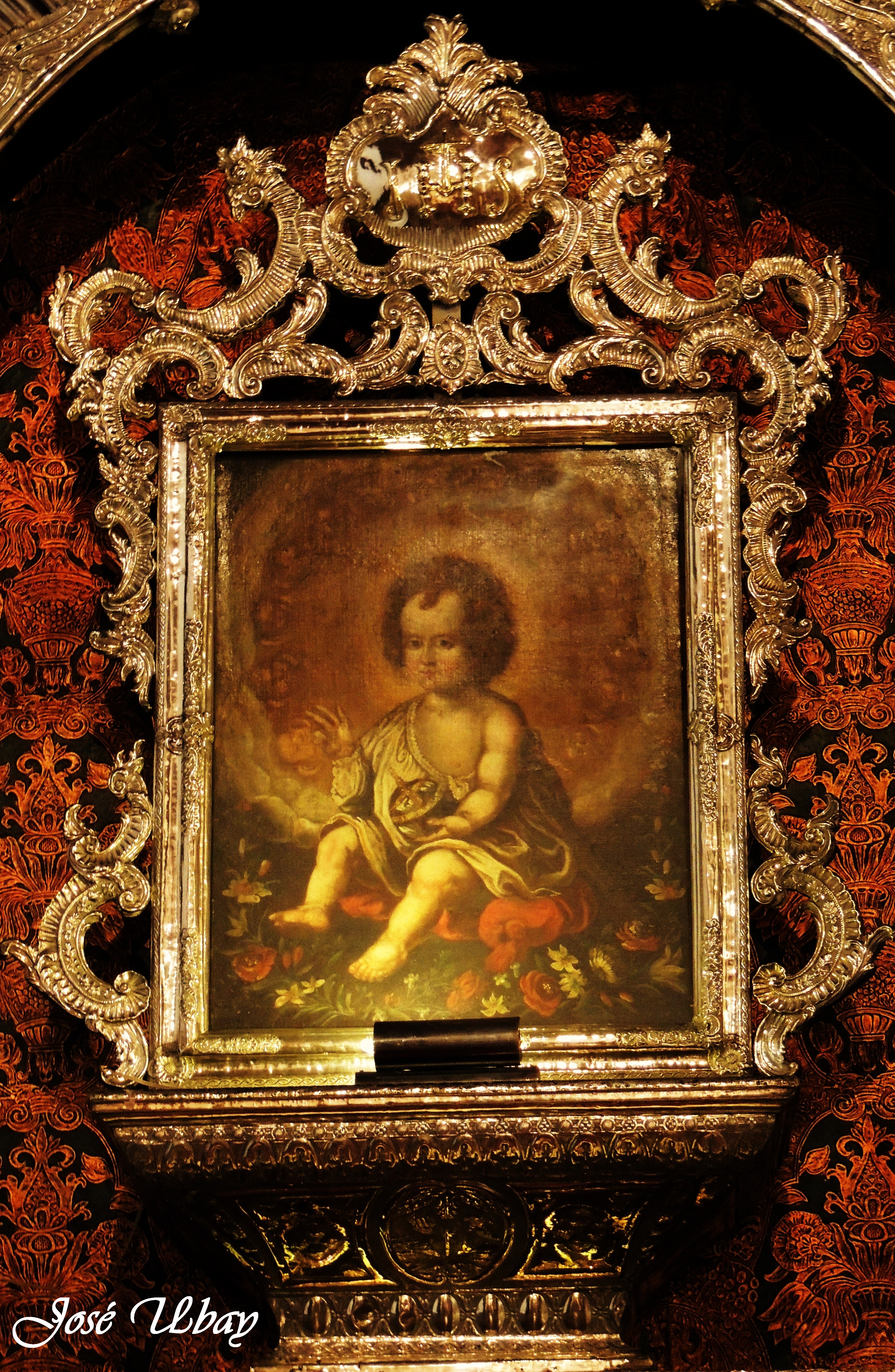
Niño Jesús Enfermero.

Los padres y abuelos de Jesús aparecen en este lienzo, copia del cuadro de Juan de Roelas que se venera en la catedral de santa Ana. La réplica pudo ser hecha por José María Rodríguez de Losada.
Negaciones de san Pedro
Obra atribuida al afamado pintor de Utrech Gerard van Honthortst, siglo XVI.
Santísimo Cristo Yacente
La imagen del Santísimo Cristo Yacente y la urna neogótica que lo custodia son obras del siglo XIX. La sagrada urna fue diseñada por el pintor Manuel Ponce de León.
Santa Clara de Asís y san Bernadino de Siena
Esculturas sevillanas del siglo XVIII, atribuidas a Pedro Duque Cornejo procedentes del desaparecido convento de religiosas clarisas, expulsadas del mismo en 1840.

### Nave de la Epístola
Capilla de Nuestra Señora de la Soledad
Imagen del siglo XVII a la que se le daba culto originariamente en la portería del convento franciscano, trasladándose a este templo al producirse la exclaustración de los franciscanos, custodios de la santa imagen. Es una de las imágenes de la Virgen María de mayor arraigo y devoción de la ciudad de Las Palmas de Gran Canaria. Fue coronada canónicamente el jueves, 19 de marzo de 1964 por mandato del Beato Papa Juan XXIII convirtiéndose así en la única imagen de María que ha recibido la coronación canónica de rango pontificio en la diócesis de Canarias (provincia de Las Palmas), la tercera imagen coronada de la isla de Gran Canaria y la sexta del archipiélago canario en general. La imagen de la Virgen procesiona, cerrando el gran cortejo del Viernes Santo a las 7 de la tarde y luego en una de las procesiones por antonomasia de la ciudad, en silencio y multitudinaria, de las 10:30 de la noche del mismo Viernes Santo en la solemne procesión del Retiro y Silencio. Fue la primera imagen de la Virgen María en el Archipiélago Canario en procesionar bajo palio.
El retablo que custodia a la imagen, de estilo neoclásico, lo diseñó José Luján Pérez en 1809, la decoración pictórica la hizo José Ossavarry. La imagen del Sagrado Corazón de Jesús colocada en un lateral, es de finales del siglo XIX.
Capilla del Santísimo Cristo de la Humildad y Paciencia
En la triple hornacina de esta capilla se veneran las imágenes del Santísimo Cristo de la Humildad y Paciencia del siglo XVI, restaurada por José Luján Pérez, autor de los santos apóstoles, san Juan Evangelista y san Pedro penitente.
Altar del Humilladero
El Señor Crucificado, es una talla de madera policromada de la segunda década del presente siglo, y se atribuye al escultor Agustín Navarro Beltrá. El humilladero lo diseñó Jesús Arencibia Gil.
Capilla de la Purísima
La imagen que preside esta capilla es la de Nuestra Señora de la Concepción obra del siglo XVII, remodelada en 1961 por el escultor Miguel Ángel Casañ. Las imágenes de santa Lucía y san José pertenecen también al siglo XVII. Las de san Expedito y san Amaro lo son de la siguiente centuria. El retablo se reconstruyó con elementos procedentes de otros que habían sido desmontados. Esta capilla y la del Humilladero fueron fabricadas en 1689 gracias a la generosidad del inquisidor Diego Vázquez Botello. El cuadro de Nuestra Señora del Carmen con las ánimas venerado en un lateral, es obra de Rafael Avellaneda realizado en los primeros años del siglo XX.

### Nave del Evangelio
Capilla del Niño Jesús Enfermero
El lienzo de Jesús Infante, del siglo XVII, se veneró inicialmente en el desaparecido convento de las clarisas, concretamente en su enfermería, de ahí el nombre de su advocación. El valioso marco y peana de plata repujada, de estilo rococó, son obra de orfebres canarios del siglo XVIII. El mural que circunda la hornacina fue pintado por Jesús González Arencibia en 1958. La imagen de san Felipe Neri, que se venera en la pared lateral, la esculpió el escultor madrileño, Tomás Antonio Calderón de la Barca en el último tercio del siglo XVIII.
Capilla de san Antonio de Padua
El retablo de estilo barroco data del siglo XVIII en él se venera en la hornacina central al titular de la capilla, san Antonio de Padua realizado en 1680 por el escultor Miguel Gil. En las hornacinas laterales reciben culto las imágenes de san Rafael Arcángel y san Francisco de Sales ambas del siglo XVIII. La imagen de san Miguel Arcángel, colocado en lo alto del retablo, es de la segunda mitad del siglo XX.

## Santuario Mariano de Nuestra Señora de la Soledad
Este templo parroquial tiene la consideración de santuario mariano de Nuestra Señora de la Soledad ya que en su interior se encuentra una de las imágenes más veneradas de la ciudad de Las Palmas de Gran Canaria, Nuestra Señora de la Soledad.

## Galería fotográfica

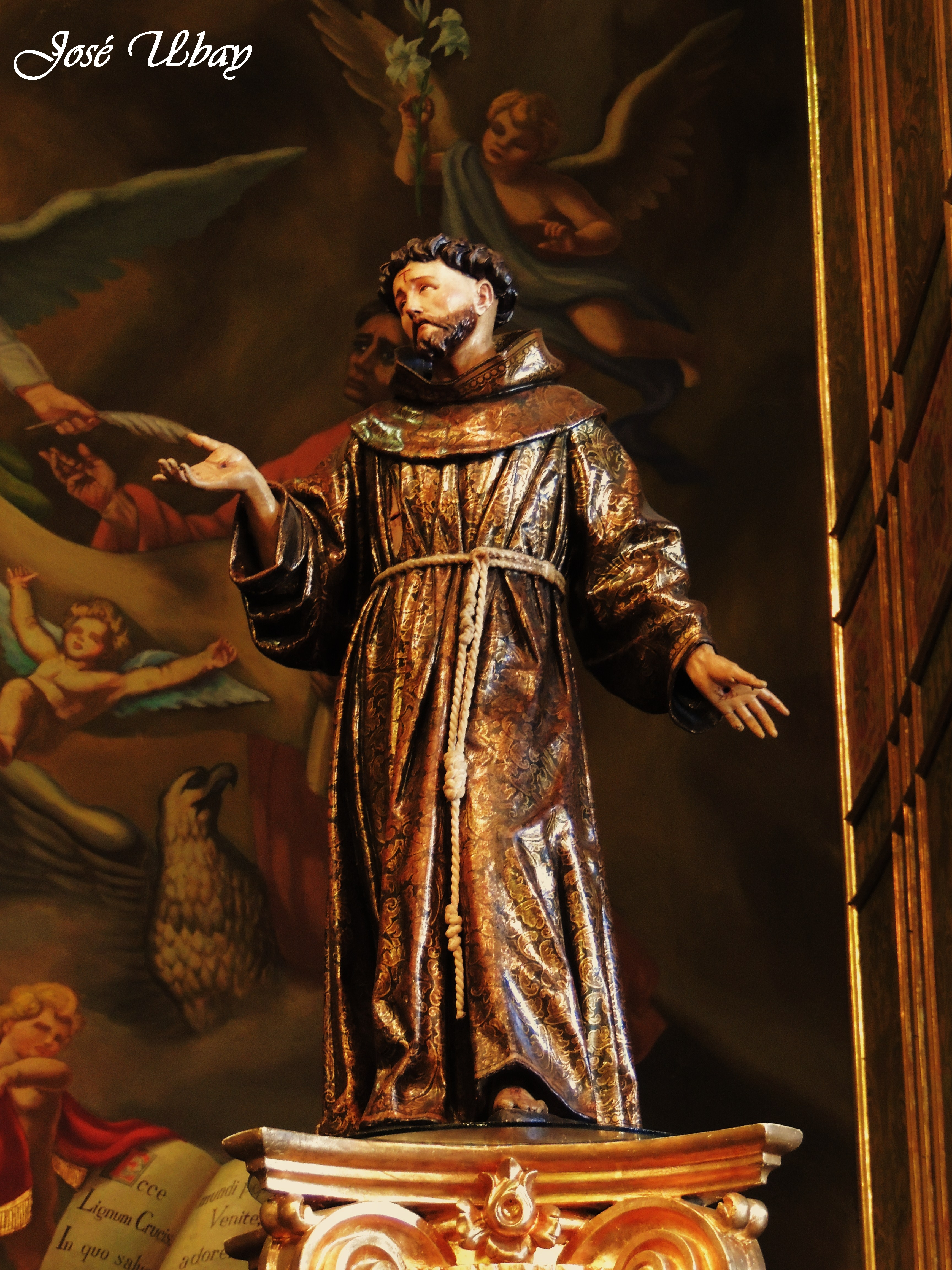
San Francisco de Asís, titular de la parroquia.
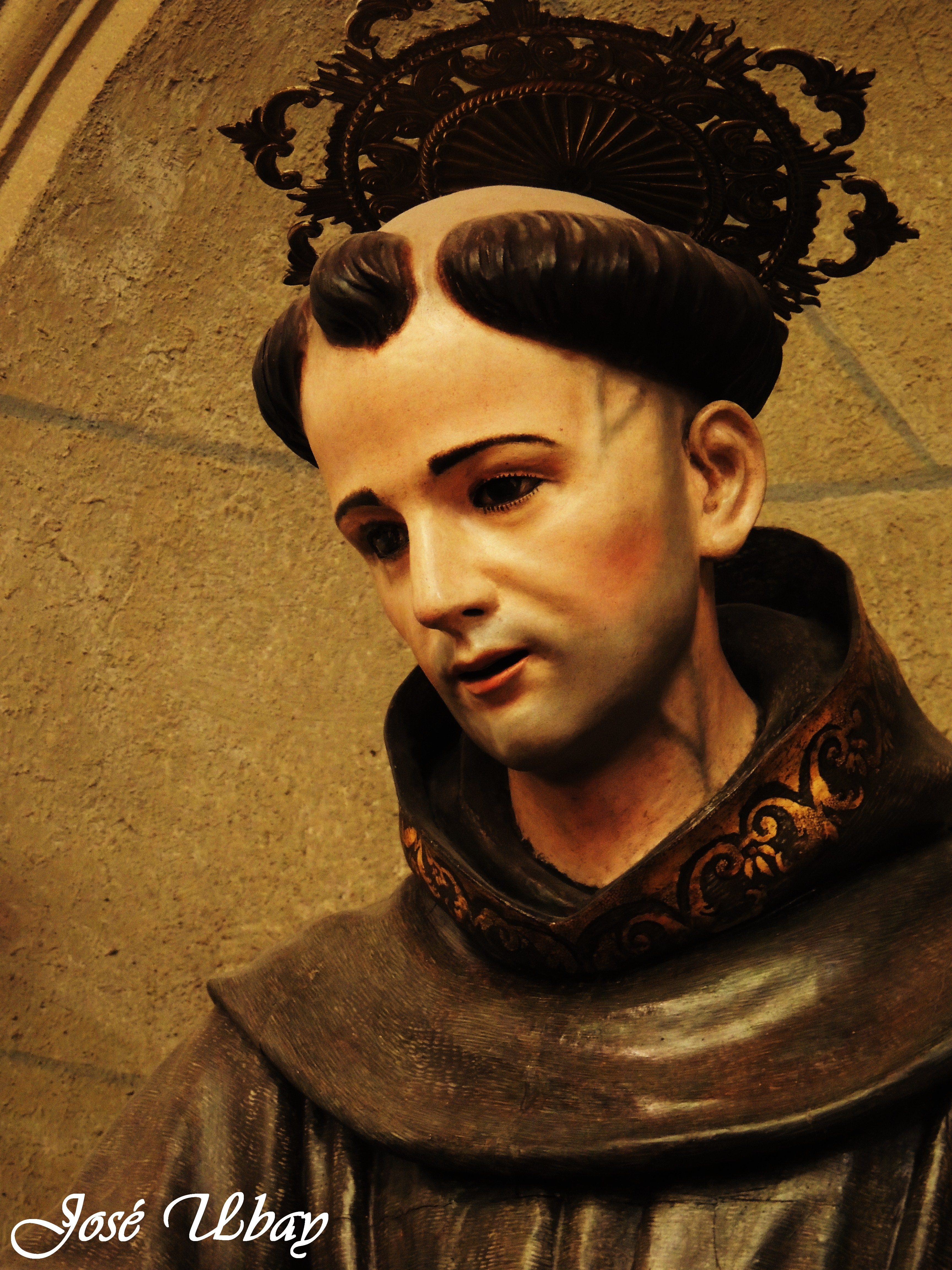
San Bernardino de Siena, obra anónima de la escuela sevillana del siglo XVIII.
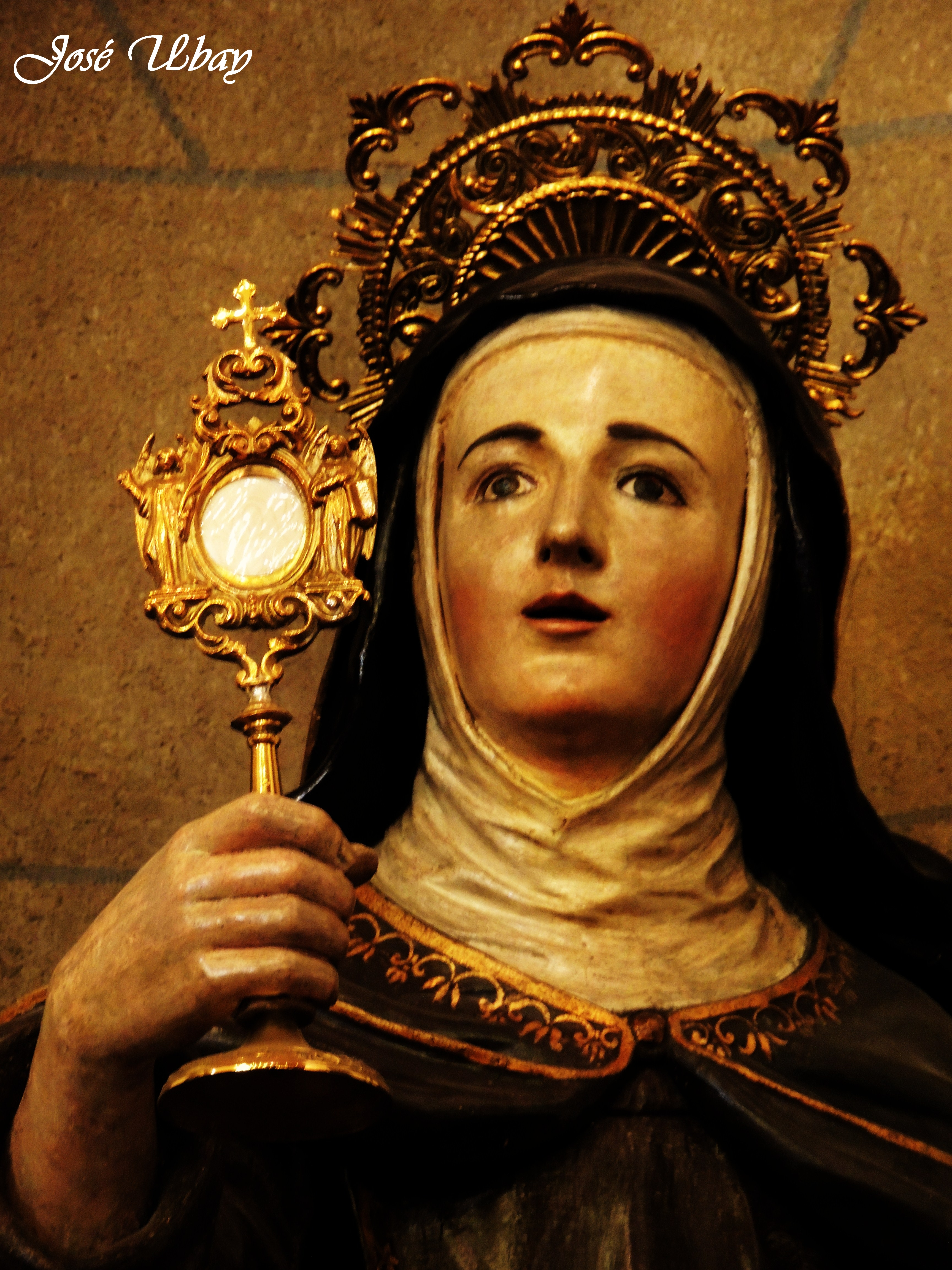
Santa Clara de Asís, obra anónima de la escuela sevillana del siglo XVIII.
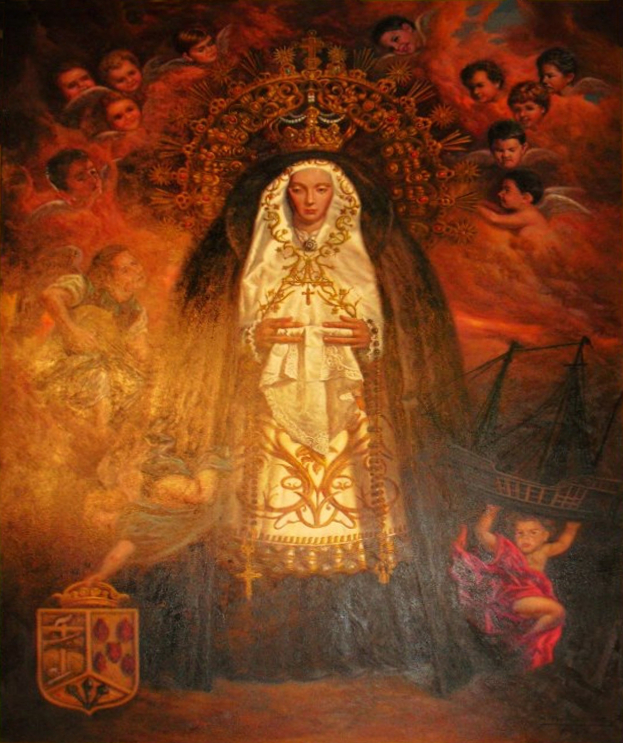
Lienzo de Nuestra Señora de la Soledad. 1999. Manuel Parreño Rivera.
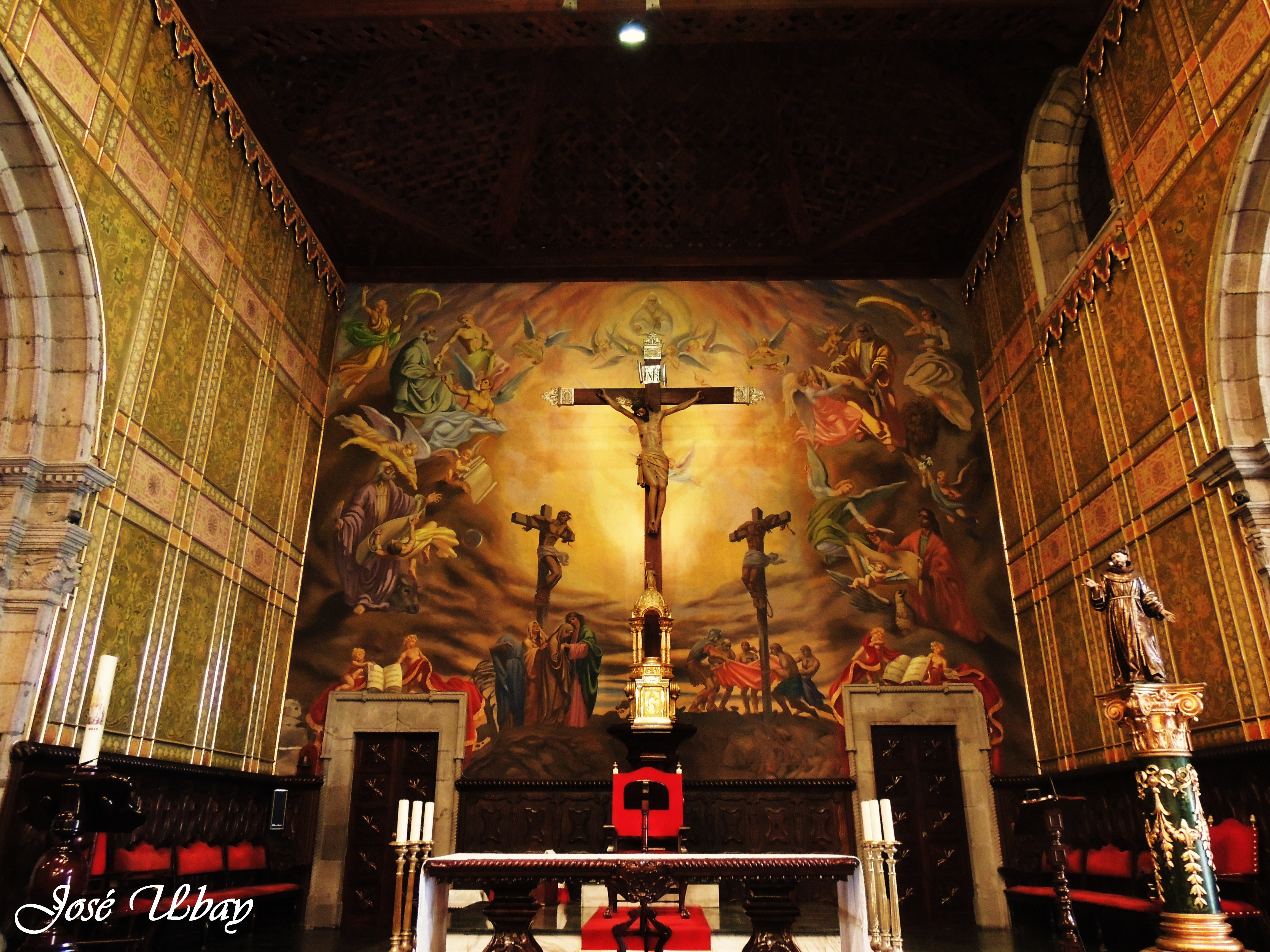
Altar mayor de la parroquia de san Francisco de Asís y santuario mariano de la ciudad.
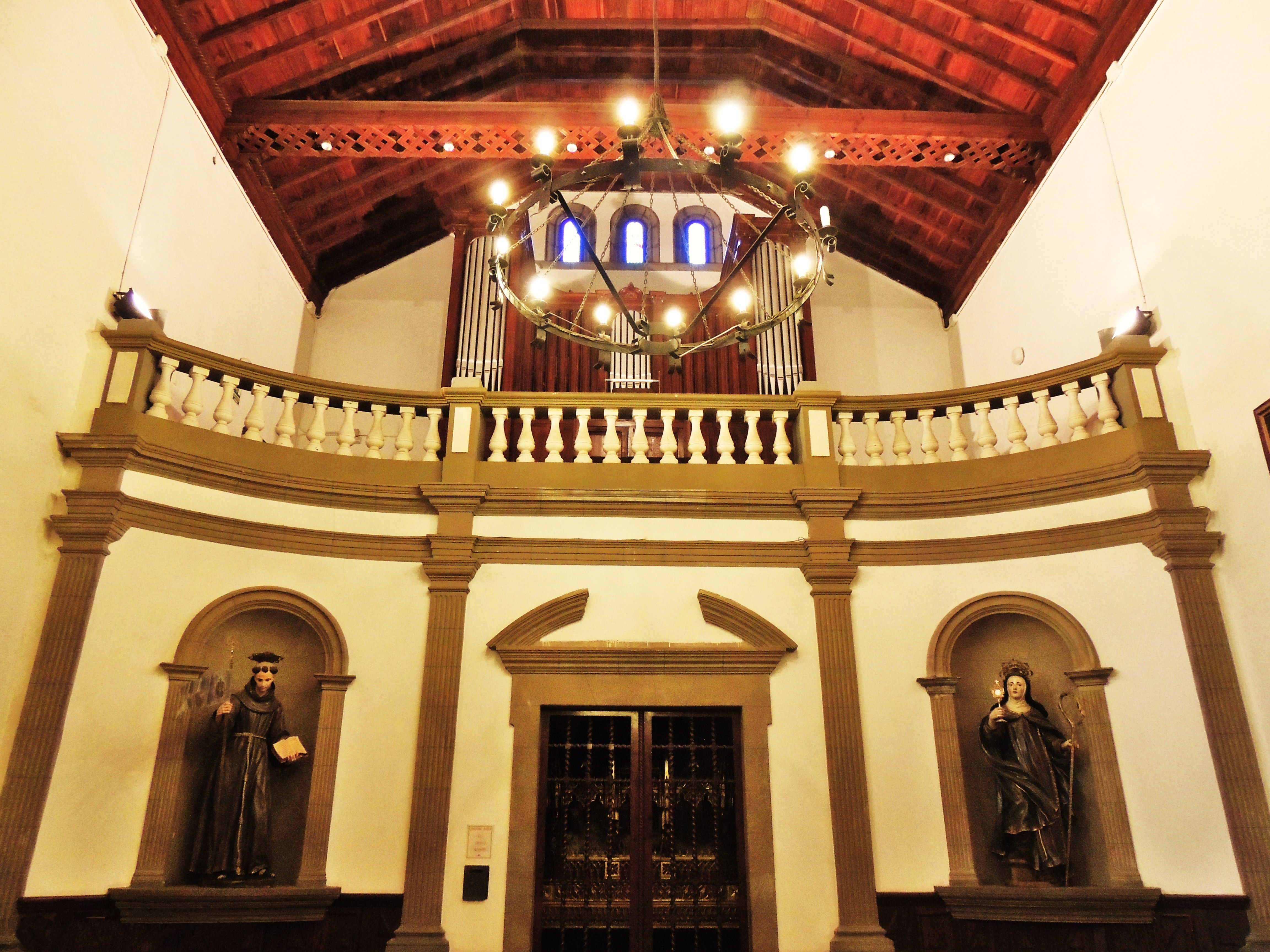
Coro y órgano de la parroquia. Abajo las imágenes de santa Clara de Asís y san Bernardino de Siena.